# Ilona Ostrowska
Ilona Ostrowska, née le 25 mai 1974 à Szczecin est une actrice polonaise de théâtre et de cinéma.

## Biographie
Elle suit sa scolarité secondaire, achevée en 1993, au lycée de Wysokie (district de Lublin) et au lycée Maria-Konopnicka de Zamość ; elle commence parallèlement à jouer pour le théâtre d'avant-garde Performer de Zamość.
En 1998, elle achève ses études à l'antenne de Wrocław de l'École nationale supérieure de théâtre Ludwik-Solski. Elle est engagée d'abord à Wrocław au Teatr Polski et au Théâtre K2.
De 2002 à 2011, elle fait partie de la troupe du Teatr Współczesny de Varsovie.
Le rôle de Lucy, une Américaine d'origine polonaise, dans la série télévisée Ranczo de Wojciech Adamczyk, qui dure de 2006 à 2016 et est sans cesse rediffusée, lui vaut une grande popularité en Pologne.

## Famille
Son père était marin, et sa mère femme au foyer.
De 2004 à 2012, elle est l'épouse de l'acteur et réalisateur Jacek Borcuch (pl) dont elle a une fille, Miłosława Borcuch, née en 2006.
Elle a également un fils, Gustaw, né en 2016 de sa relation avec le musicien Patryk Stawiński (d), compositeur et bassiste des groupes Homosapiens et Kobiety.

## Rôles au théâtreWspółczesny
- 2001: Imię, dans le rôle de la sœur
- 2001: Bambini di Praga, dans le rôle de Nadzia
- 2003: Stracone zachody miłości, dans le rôle de Żankietta
- 2004: Nieznajoma z Sekwany, dans le rôle d'Irena
- 2004: Pielęgniarki z nocnej zmiany

## Rôles authéâtre télévisé
- 1998: Prawiek i inne czasy, dans le rôle d'Adelka
- 1999: Historia PRL według Mrożka, dans le rôle de la journaliste
- 2001: Przemiana 1999, dans le rôle de la vendeuse
- 2001: Siedem dalekich rejsów, dans le rôle d'Anita

## Filmographie
- 1998 : Życie jak poker (pl), dans le rôle de Magda
- 2000 : M jak miłość
- 2000 : Sezon na leszcza (pl)
- 2001 : Głośniej od bomb (pl), dans le rôle de Magda
- 2001 : Cisza (pl), dans le rôle de Mimi
- 2002 : Dzień świra, scène dans le train
- 2003 : Marcinelle, dans le rôle de Mogile Ernesto
- 2003 : Na Wspólnej (pl), dans le rôle de la propriétaire de la voiture achetée par Leszek Nowak
- 2004 : Tulipany, dans le rôle d'Ola
- 2004 : Długi weekend (pl), dans le rôle de la femme de l'associé
- de 2006 à 2016 : Rancho, dans le rôle de Lucy Wilska
- 2007 : Ranczo Wilkowyje (pl), dans le rôle de Lucy Wilska
- 2008 : Ile waży koń trojański? (pl), dans le rôle de Zosia
- 2009 : Droga do raju (pl), dans le rôle d'Ela
- 2009 : Naznaczony (pl), dans le rôle de Laura, procureur, fiancée de Robert Brajtner (épisode 7)
- 2010 : Kołysanka (pl), dans le rôle de la réalisatrice
- 2010 : Droga do raju (pl), dans le rôle d'Ela
- 2010 : Szpilki na Giewoncie (pl), dans le rôle de Zosia Wieczorek
- 2011 : Bez tajemnic (pl), dans le rôle d'Anita Skotnicka
- 2012 : Misja Afganistan (pl), dans le rôle de la lieutenante Justyna Winnicka 7 épisodes
- 2013 : Prawo Agaty (pl), dans le rôle de Nina Trzaska, la femme de Borys (épisode 38)
- 2014 : Sama słodycz (pl), dans le rôle de la psychothérapeute Sylwia Malinowska
- 2014 : Na krawędzi 2 (pl), dans le rôle de Wanda Malarska alias madame Lande
- depuis 2014 : Na dobre i na złe (pl), dans le rôle de maître Kasia Smuda
- 2017 : Ojciec Mateusz, dans le rôle de Mira Dłuska (épisode 226)
- 2017 : Komisarz Alex (pl) (adaptation polonaise de Rex, chien flic), dans le rôle d'Alina Styczyńska, la femme d'Andrzej (épisode 119)
- 2018 : Narzeczony na niby (pl), dans le rôle de la femme dans le taxi
- 2018 : W rytmie serca (série télévisée) (pl), dans le rôle de Wioletta, la femme d'Artur, mère de Sara et grand-mère d'Iga (épisode 35)
- 2018 : 7 uczuć (pl), dans le rôle de l'éducatrice
- 2018 : Pod powierzchnią, dans le rôle de Justyna Kostrzewa, la mère d'Aleksandra (premier épisode)
- 2018 : Ślepnąc od świateł (en), dans le rôle de Marta, l'ex de Mariusz (épisodes 3 et 6)

## Participations
- 2002: Kasia i Tomek, dans le rôle de Zuzia
- 2004: Talki z resztą, dans le rôle de la journaliste Bożena Nowakowska
- 2004: Kryminalni, dans le rôle de Skorupska
- 2006: Mrok, dans le rôle d'Helena Morsztyn
- 2011: Hotel 52, dans le rôle de Wera Ignaciuk
- 2013: Prawo Agaty, dans le rôle de Nina Trzaska, la femme de Borys